# Химера
Химе́ра (грец. Χίμαιρα) — в античній міфології вогнедишна потвора з головою та шиєю лева, тулубом кози і хвостом змії. У переносному значенні «химера» — нездійсненна мрія, примха, вигадка, дивацтво.

## Химера в античних творах
Найдавніша відома згадка Химери міститься в «Іліаді», де чудовисько описане створеним богами, вихованим Амізодаром, царем Карії. Спереду була левом, ззаду драконом, посередині козою. Вбив Химеру Беллерофонт, син Главка. Згідно з Гесіодом Химера була породженням Тифона і Єхидни і мала три голови: лева, кози й дракона (в іншому варіанті міфу батьком потвори був Немейський лев). В «Енеїді» також згадується вогнедишна Химера. Плутарх вважав, що Химеру вигадали як спогад про пірата, на емблемі котрого містилися лев, змія і коза. Геракліт стверджував, що в давнину жила правителька Химера, яка мала братів, званих Левом і Драконом, звідки й виник образ триголового страховиська.
Місцеперебуванням Химери міфи називали Лікію, Фригію, Єгипет, Індію. Зокрема на Лікію вказує Сервій Гонорат, пишучи, що в тій місцині існує вулкан, що вивергає полум'я, а біля підніжжя водиться багато змій. Страбон писав про ущелину Химера, що знаходиться між горами Краг і Антикраг. Можливо, Химера — уособлення гори Янарташ в нинішній Туреччині, біля якої на поверхню виривається і загоряється газ. Вергілій в «Енеїді» ставить Химер перед дверима Аїду.

## Символізм
Химера служила символом трисезонного року, де кожному сезону відповідали лев, коза і змій.[джерело?]

## Інше
Химерами називають зображення фантастичних чудовиськ на готичних соборах (Собор Паризької богоматері).  У Києві є будинок з химерами. У біології «химерами» називають організми, утворені з частин кількох організмів, з генетично різнорідних елементів